# 13일의 금요일 2
《13일의 금요일 2》(영어: Friday the 13th Part 2)는 1981년 공개된 미국의 슬래셔 영화이다. 감독 스티브 마이너의 감독 데뷔작이다. 《13일의 금요일》(1980)의 속편이다.
원래는 전편과 서사상 연결되지 않는 13일의 금요일 미신 소재 옴니버스 영화를 제작할 예정이었으나 전편의 높은 인기로 인해 캠프 크리스털 레이크이 그대로 영화의 무대가 되었다.
속편 《13일의 금요일 3》(1982)으로 이어진다.

## 줄거리
캠프 크리스털 레이크 사건으로부터 2달 뒤. 전편 최종 생존자인 앨리스 하디는 냉장고 문을 열어 패멀라 보히스의 잘린 머리통을 발견하자마자 얼음 깨는 송곳에 관자놀이를 찔려 살해당한다.
5년 뒤. 여름 캠프 지도자 폴 홀트는 출입 금지 중인 크리스털 레이크 근처에서 캠프 지도자 수련 대회를 연다. 주민들 사이에선 익사한 것으로 알려진 제이슨 보히스가 실은 살아남아 숲에서 살고 있으며 어머니 패멀라의 죽음에 복수를 감행하려고 벼르고 있다는 소문이 돈다. 하지만 폴은 이를 도시전설로 치부하는데...

## 출연
- 에이미 스틸 - 지니 필드 역
- 존 퓨리 - 폴 홀트 역
- 에이드리엔 킹 - 앨리스 역
- 스튜 차노 - 테드 보언 역
- 마타 코버 - 샌드라 역
- 톰 맥브라이드 - 마크 저비스 역
- 베치 파머 - 패멀라 보히스 역

## 기타 제작진
- 공동 제작: 데니스 머피
- 협력 제작: 프랭크 맨쿠소 주니어
- 미술: 버지니아 필드
- 특수 효과: 칼 풀러턴

## 시청 등급
- 대한민국: 청소년 관람불가
- 미국: R

## 우리말 녹음
KBS 성우진 (1994년 7월 16일)
- 유남희 - 지니 (에이미 스틸)
- 홍시호 - 폴 (존 퓨리)
- 김정미
- 조동희
- 백순철
- 이현선
- 김정주
- 서문석
- 김수중
- 문선희
- 서광재